# Xico (municipalité, Veracruz)
La municipalité de Xico est l'une des 212 municipalités de l'État de Veracruz, et est située dans la partie centrale de cet État. Située à l'ouest du golfe du Mexique, la municipalité est assise sur les contreforts de la Sierra Madre orientale et comprend à l'extrême ouest le volcan Cofre de Perote. Elle fait partie du bassin versant nord du fleuve Río Antigua et est traversée par plusieurs rivières tributaires de ce fleuve. Son chef-lieu est la ville de Xico. Elle fait partie de la "Zona metropolitana de Xalapa", aire urbaine qui regroupe autour de la ville de Xalapa les municipalités faisant partie de sa sphère d'influence. Elle dépend également de la région administrative de Capital, qui est une des 10 subdivisions administratives de l'État de Veracruz, et qui comprend sa capitale étatique, Xalapa.

## Géographie

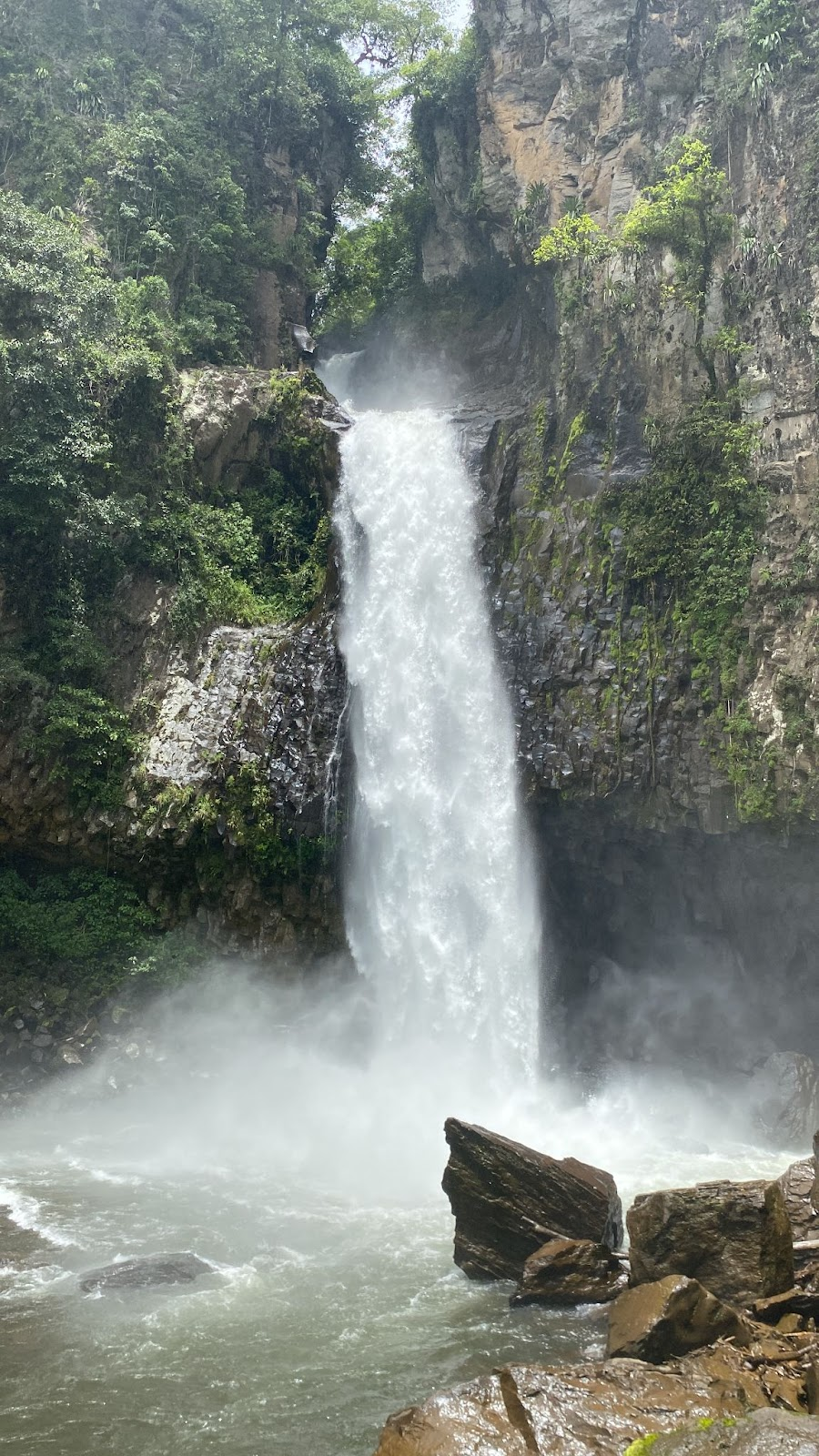
Casacade du Río Texolo

La municipalité de Xico s'étend du nord-ouest au sud-est dans la partie nord du bassin versant nord du fleuve Río Antigua. Elle est encadrée au sud par la rivière Río Texolo, puis son affluent le Río Matlacobatl, qui forment tous deux sa limite sa limite sud. Le Río Texolo est un affluent du Río Sordo, qui confluent plus à l'est avec le fleuve Río Antigua. La rivière Paso Limón, affluent du Río Texolo, forme quant à elle sa limite au nord-est. Cette dernière se forme à la confluence des ruisseaux Calpixcan au nord, et Huehueyapan au sud. Elle est assise sur les contreforts de la Sierra Madre orientale, et à l'extrême ouest sur le flanc orientale du volcan Cofre de Perote. Ce dernier fait partie de la chaîne volcanique de la cordillère Néovolcanique. L'altitude de cette municipalité oscille entre 700 et 4200 mètres, son point culminant correspondant au volcan. Son chef-lieu, la ville éponyme de Xico, se situe dans la partie orientale de son territoire, enserré entre les rivières Huehueyapan au nord, et Río Texolo au sud. Son territoire couvre une superficie de 179,6 km2, et était peuplé en 2010 de 35 188 habitants, pour une densité de 195,9 habitants par km2.
Cette municipalité fait partie de la Zona metropolitana de Xalapa (es), qui est composée des municipalités de Banderilla, Coatepec, Coacoatzintla, Emiliano Zapata, Xalapa, Jilotepec, Rafael Lucio, Tlalnelhuayocan et Xico, regroupant une population totale de 789 157 habitants.
Elle est limitrophe au nord de la municipalité de Coatepec, à l'ouest de celles de Perote et de Ayahualulco, et au sud de celles d'Ixhuacán de los Reyes et de Teocelo.

## Composition et démographie
La municipalité était composée en 2010 de 74 localités, dont 2 étaient considérées comme urbaines, les autres étant rurales.
| Localité                        | Population |
| ------------------------------- | ---------- |
| Xico                            | 18 652     |
| San Marcos de León (San Marcos) | 7256       |
| Colonia Úrsulo Galván           | 1722       |
| Tonalaco                        | 1202       |
| Tembladeras                     | 467        |
| Reste des localités             | 5889       |
| Total population                | 35 188     |

En plus de l'espagnol, plusieurs langues amérindiennes sont parlées dans la municipalité, dont les principales sont par ordre d'importance : le nahuatl, et dans une moindre mesure le totonaque.

## Histoire
La ville de Xico était à la période préhispanique peuplée par des populations totonaques. Le nom de cette agglomération était alors Xicochimalco, dont provient le nom actuel de Xico. Lors de sa marche vers Tenochtitlan, Hernán Cortés fut de passage à Xicochimalco le 19 août 1519,.
La paroisse de Xico se met en place au cours du XVIe siècle, autour de son église dédiée à Sainte-Marie-Madeleine (Santa María Magdalena).

## Économie

### Agriculture et élevage
La superficie des parcelles semées représentait en 2014 une surface totale de 4051 hectares, parmi lesquels 3200 hectares étaient voués à la culture du caféier, 175 hectares voués à la culture de la pomme de terre, localement nommé "papa", et 475 hectares voués à celle du maïs.
En 2014, la production de viande par tonnes comprenait 334,1 tonnes de viande bovine, 295,8 tonnes de viande porcine, 60,9 tonnes de viande ovine, 27,9 tonnes de viande caprine, 102,8 tonnes de volailles, et 6,3 tonnes de dinde. La superficie vouée à l'élevage représentait alors 7782 hectares.